# Hyposcada napirida
Hyposcada napirida är en fjärilsart som beskrevs av Jose Francisco Zikán 1941. Hyposcada napirida ingår i släktet Hyposcada och familjen praktfjärilar. Inga underarter finns listade i Catalogue of Life.